# L'Analphabète qui savait compter
L'Analphabète qui savait compter (suédois : Analfabeten som kunde räkna) est un roman de l'écrivain suédois Jonas Jonasson paru dans sa langue d'origine le 25 septembre 2013. Traduit en plusieurs langues, il a été un best-seller en Suède, en Allemagne et en Suisse.

## Résumé
Le roman raconte les aventures de Nombeko Mayeki et des frères jumeaux Holger, qui cherchent un moyen de se débarrasser d'une bombe atomique capable de détruire tout ce qu'il y a dans un rayon de cinquante-huit kilomètres.
En 1961, Nombeko Mayeki, jeune fille noire naît dans le quartier de Soweto, banlieue pauvre de Johannesburg. Dès son plus jeune âge videuse de latrines, elle est autodidacte et apprend à compter seule, ce qui lui permet de devenir l'adjointe du chef. Sa mère meurt par intoxication d'alcool et de médicaments, la laissant seule. Harcelée par un obsédé sexuel, elle lui ordonne de lui apprendre à lire, faute de quoi elle prétextera la légitime défense pour le blesser. Après l'assassinat de son "professeur" par deux femmes junkies, elle quitte les bidonvilles et, par un coup du sort, en arrivant dans les quartiers chics, elle est écrasée par un chauffard alcoolique bien qu'elle soit sur le trottoir mais survit. Au procès, le chauffard ment mais a gain de cause et obtient que Nombeko travaille à son service, en tant que femme de ménage dans l’installation secrète d’armes nucléaires d’Afrique du Sud dont il est le responsable. Ici, ses dispositions pour les mathématiques l’amène à couvrir et faire par instinct de survie le travail à la place de son employeur ivre et incompétent car elle a bien compris que tant qu'elle donnait le change, l'ingénieur ne lui ferait pas de mal. Deux agents du Mossad finissent par assassiner l'ingénieur en l'écrasant en voiture. Ils veulent aussi régler son compte à Nombeko mais elle réussit à les duper et s’enfuit en Suède, mais alors qu'elle avait promis d'envoyer la bombe atomique officieuse en Israël, en raison d’une confusion administrative, Nombeko se retrouve en possession de la bombe atomique sud-africaine en lieu et place de viande d'antilope qu'elle avait commandée pour son voyage. (La bombe a la capacité de tout détruire tout ce qui se trouve dans un rayon de 58 kilomètres).   
En Suède, sans papiers, elle s’installe dans un immeuble en ruine, vivant en compagnie de deux frères jumeaux identiques physiquement (tous deux nommés Holger) mais de caractère opposés. Le plus jeune, désigné comme Holger 1 (un peu simplet) et sa petite amie (rejetant catégoriquement la société et en colère contre tout le monde et contre tout) sont des républicains purs et durs déterminés à mettre fin à la monarchie suédoise. Le second, désigné comme Holger 2, intelligent et ayant les pieds sur Terre deviendra le petit ami de Nombeko. Malheureusement, le père des jumeaux Holger dont la santé mentale était défaillante n'avait sciemment déclaré à l'état civil qu'un des deux. Holger 2 n'a donc aucune existence légale et ne peut donc pas bénéficier des avantages de la société suédoise. Les deux sont déterminés à remettre la bombe au Premier ministre suédois ou bien au roi de Suède, mais, en grande partie à cause de l'absence d'existence officielle d'Holger 2, personne ne les croira. Des années plus tard, après que plusieurs tentatives de remise de la bombe aient échoué dans des circonstances absurdes (y compris l'un des deux agents restants du Mossad les trouvant et les tuant presque), Holger 1 et sa petite amie, après avoir appris l'existence de la bombe, kidnappent le roi et le Premier ministre de Suède sur un coup de tête lors d’un banquet de gala avec le président chinois Hu Jintao au Palais royal de Stockholm et veulent se servir de la bombe comme moyen de chantage  afin de mettre fin à la monarchie. Nombeko calme la situation, sauvant la vie du roi et la sienne.  

## Éditions étrangères de l'œuvre
Le roman de Jonasson a été traduit peu après sa sortie en plusieurs langues :
- en allemand sous le titre Die Analphabetin, die rechnen konnte, traduit du suédois par Wibke Kuhn, imprimé à 800 000 exemplaires, paru en 2013 ;
- en danois sous le titre Analfabeten der kunne regne, traduit du suédois par Jacob Jonia, paru en 2013 ;
- en anglais sous le titre The Girl who Saved the King of Sweden, traduit du suédois par Rachel Willson-Broyles, paru en 2014 ;
- en français sous le titre L'Analphabète qui savait compter, traduit du suédois par Carine Bruy, paru en 2013 ;
- en italien sous le titre L'Analfabeta che sapeva contare, traduit du suédois par Podestà Heir, paru en 2013 ;
- en néerlandais sous le titre De zonderlinge avonturen van het geniale bommenmeisje, traduit du suédois par Corry van Bree, paru en 2013 ;
- en norvégien sous le titre Analfabeten som kunne regne, traduit du suédois par Elisabeth Bjørnson, paru en 2013.

Une adaptation cinématographique a été préparée.

## Éditions en français
- Jonas Jonasson (trad. du suédois par Carine Bruy), L'Analphabète qui savait compter : roman [« Analfabeten som kunde räkna »], Paris, Presses de la Cité, 17 octobre 2013, 475 p., 23 cm (ISBN 978-2-258-09706-3, BNF 43663092)Traduction originale en français ; édition en grand format.
- Jonas Jonasson (trad. du suédois par Carine Bruy), L'Analphabète qui savait compter [« Analfabeten som kunde räkna »], Paris, éd. Audiolib, 12 février 2014 (ISBN 978-2-35641-649-0, BNF 43756465)Livre audio ; texte intégral ; narratrice : Maia Baran ; support : 2 disques compacts audio MP3 ; durée : 12 h 40 min ; référence éditeur : Audiolib 25 1696 1.
- Jonas Jonasson (trad. du suédois par Carine Bruy), L'Analphabète qui savait compter [« Analfabeten som kunde räkna »], Paris, éd. Pocket, coll. « Pocket » (no 15933), 6 novembre 2014, 475 p., 18 cm (ISBN 978-2-266-24898-3, BNF 44221435)Édition au format de poche.
- Jonas Jonasson (trad. du suédois par Carine Bruy), L'Analphabète qui savait compter : roman [« Analfabeten som kunde räkna »], Le Mans, éd. Libra Diffusio, 13 janvier 2015, 512 p., 24 cm (ISBN 978-2-84492-680-7, BNF 44275212)Édition en gros caractères.

## Sources
- Allemand :
  - (de) Marc Reichwein, « Der Jonasson, mit dem wir abrechnen müssen », Die Welt, 27 novembre 2013
  - (de) Kaspar Heinrich, « Bestseller-Autor Jonas Jonasson: Der Mann, der das gleiche Buch zweimal schrieb », Der Spiegel, 15 novembre 2013.
- Suédois :
  - (sv) Torbjörn Forslid, « Feel good av första graden », Sydsvenskan, 25 septembre 2013.